# Tratado de Nérchinsk
El Tratado de Nérchinsk, firmado el 27 de agosto de 1689, fue el primero suscrito por la China de los Qing con una potencia europea, en este caso el Imperio ruso. El tratado delimitaba de forma oficial las fronteras entre China y Rusia y ponía fin a una serie de conflictos entre las tropas chinas estacionadas en Manchuria y diversas colonias rusas como Albazín (óblast de Amur) y Nérchinsk, pobladas en su mayor parte por cosacos rusos y tunguses.
Por medio de este tratado, Rusia renunciaba a cualquier reclamación sobre la región del Amur, que hasta entonces había sido su vía de salida hacia el mar de Ojotsk, y reconocía los límites de su imperio en la cordillera de Stanovói y el río Argún. En consecuencia, Albazín, que quedaba en territorio chino, fue destruida y abandonada. Pedro el Grande conseguía como contrapartida una paz duradera con el emperador Kangxi y sus descendientes, además de privilegiadas relaciones comerciales con el Imperio Qing.

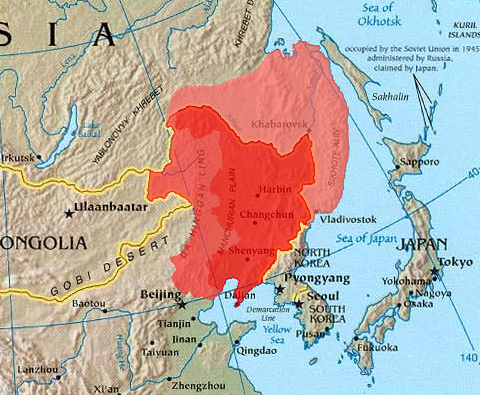
Territorios adjudicados a China en los tratados de Nérchinsk y Aigún.

Rusos y chinos se encontraron en Nérchinsk e hicieron gala del desarrollo de sus respectivos imperios y sus riquezas, a fin de intimidar a su rival. Sin embargo, a la hora de comenzar a negociar se toparon con la barrera idiomática: ni los rusos hablaban chino, ni los chinos entendían el ruso.
Para solucionar este problema, los embajadores chinos solicitaron la presencia en Nérchinsk de dos misioneros jesuitas llamados Pereira y Gerbillon, originarios respectivamente de Portugal y Francia. Ambos jesuitas desarrollaban su misión en Pekín, en la corte de Kangxi, pero los embajadores chinos supusieron que estos occidentales, a quienes el propio emperador respetaba por sus conocimientos y lejana procedencia, podrían ser útiles a la hora de negociar con el extraño pueblo del norte.
Esta previsión no pudo ser más acertada. Pereira y Gerbillon ejercieron de auténticos mediadores y allanaron todas las dificultades para firmar un tratado de paz. Como entre los diplomáticos de San Petersburgo viajaba un alemán que hablaba ruso y latín, mientras que los jesuitas hablaban latín y chino, fue posible que el embajador enviado por el «Zar de Toda Rusia» y el enviado por el «Hijo del Cielo» pudiesen entenderse y negociar. Gracias a su interpretación, el Tratado de Nérchinsk fue redactado en manchú, ruso y latín. 
Las condiciones de Nérchinsk se mantuvieron hasta la firma de los tratados de Aigún (1858) y Pekín (1860), cuando Rusia forzó a la debilitada dinastía Qing a cederle importantes territorios en la zona del río Amur y Asia Central en lo que se conoce como uno de los tratados desiguales. Estos últimos tratados establecieron la mayoría de las actuales fronteras de China y Mongolia, con Rusia.
- Datos: Q696094